# إيدي هوارد
إيدي هوارد (بالإنجليزية: Eddy Howard)‏ هو عازف جاز ومغني أمريكي، ولد في 12 سبتمبر 1914 في ووودلاند في الولايات المتحدة، وتوفي في 23 مايو 1963 في بالم ديسيرت في الولايات المتحدة.

## وصلات خارجية
- إيدي هوارد على موقع IMDb (الإنجليزية)
- إيدي هوارد على موقع ميوزك برينز (الإنجليزية)
- إيدي هوارد على موقع ديسكوغز (الإنجليزية)